# Villamejil
Villamejil – gmina w Hiszpanii, w prowincji León, w Kastylii i León, o powierzchni 78,98 km². W 2011 roku gmina liczyła 773 mieszkańców.